# فرانسيسكو سيرانو كاسترو
فرانسيسكو سيرانو كاسترو (مدريد ، 21 مارس 1965) محامي وسياسي إسباني، ونائب إقليمي سابق للبرلمان الأندلسي والرئيس السابق لمجموعة فوكس البرلمانية في الهيئة التشريعية المذكورة. في يوليو 2020 ترك عمله كبرلماني إقليمي ومنصبه في فوكس، بعد اتهامه بتزوير 2.5 مليون في المساعدات العامة.